# 100 тисяч хвилин разом
«100 тисяч хвилин разом» (рос. 100 тысяч минут вместе) — російськомовний мелодраматичний комедійний телесеріал, знятий в Україні. Телесеріал створено студією «Квартал 95» на замовлення телеканалу «1+1». Режисер серіалу — Руслан Ханумак.

## Сюжет
Серіал розповідає про пару, яка після 10 років сімейного життя опиняється на 69 днях карантину. Руслан — пілот літака, який приносить у сім'ю не малі гроші. Даша — фітнес тренер. Спочатку парі карантин сподобався, адже можна проводити більше часу разом. Але потім вони змінюють свою думку. Тепер їм треба пережити багато пригод.

## Український дубляж
Українською мовою серіал дубльовано студією «1+1» у 2022 році.

## Реліз
| Сезон | Сезон | Епізоди | Оригінальні покази | Оригінальні покази |
| Сезон | Сезон | Епізоди | Прем'єра           | Фінал              |
| ----- | ----- | ------- | ------------------ | ------------------ |
|       | 1     | 16      | 1 лютого 2021      | 11 лютого 2021     |

## Список серій
| № серії | Опис серії | Прем'єра       |
| ------- | --- | -------------- |
| 1       | Оголошують карантин й Руслан їде в магазин, аби купити усе необхідне. Після повернення додому пара насолоджується життям, адже не треба зранку йти на роботу й можна проводити весь день разом. Але через декілька днів їм набридає одноманітність. Усі справи вони вже роблять без цікавості. В результаті, їм так набридає одноманітність, що вони сваряться. | 1 лютого 2021  |
| 2       | TBA | 1 лютого 2021  |
| 3       | TBA | 1 лютого 2021  |
| 4       | Руслан хоче якось заробляти, адже за період карантину він не заробив нічого. Але Даша заробляє, адже проводить уроки фітнесу онлайн. Чоловік вирішує зайнятися домашніми обов'язками, аби дружина мала більше часу на роботу. Однак, раптом Руслан перетворюється на «домогосподарку». Тому він вирішує почати заробляти будь-якими способами. Та в нього жодна справа не виходила, окрім створення антисептиків. В результаті, це закінчується тим, що з гаражу вилітають двері.                                                                                 | 2 лютого 2021  |
| 5       | Руслан прокидається, забувши про те, що в Даші сьогодні «Zoom—день». Коли Даша відійшла від планшета, Руслан спустився голим, і його побачили подруги Даші. Через декілька днів після цього випадку в подруги Даші був день народження. Усі жінки разом зі своїми чоловіками вирішили привітати подругу онлайн. | 2 лютого 2021  |
| 6       | Руслан купив «американське яйце», а Даша купила рододендрони. Тепер пара сперечається, що ж буде стояти в них на подвір'ї. В ході суперечки пара згадує усі погані вчинки своєї половинки. | 3 лютого 2021  |
| 7       | За період карантину Руслан та Даша набрали зайві кілограми. У Руслана з'явився «животик» й він став важити 115 кілограмів. Тому Даша вирішує, що їм треба переходити на здоровий спосіб життя, аби скинути зайву вагу. Чоловік цього не хоче, та Даша вирішує його стимулювати. | 3 лютого 2021  |
| 8       | До Руслана та Даші приїжджає мама Руслана. Вона дуже піклується про свого сина. Однак, Даші та Руслану ця увага не подобається. Через це Даша часто сваритися зі свекрухою. Водночас Петрович дає одну пораду Русланові, як вгамувати жінку і маму. | 4 лютого 2021  |
| 9       | Даша дізналася, що Руслан зареєстрований на порносайті. Вона починає казати чоловікові, що в них у стосунках зникла романтика. Жінка каже, що вони перестали займатися коханням, він ніколи не брав її на риболовлю, не готував сніданок та давно не дарував квіти. Тож Руслан вирішує здійснити всі бажання Даші. Однак жодне в нього не виходить зробити так, як треба. В результаті, чоловік вирішує відвести Дашу на аеродром. | 4 лютого 2021  |
| 10      | Руслан знайшов свою стару гру та повністю полинув у неї. Тим часом подруга Даші Світлана каже, що ігроманія — дуже страшна хвороба. Даша намагається будь-якими способами звільнити чоловіка від цієї залежності. В неї нічого не виходить і вона вирішує діяти радикально. | 8 лютого 2021  |
| 11      | Руслан кудись безслідно зникає. Даша за геолокацією Русланового телефону потрапляє в будиночок у лісі, де вона знаходить телефон чоловіка. Після цього Даша вирушає до відділку поліції, однак поліцейські їй не допомагають, а ось повія, яка була на допиті каже, що бачила Руслана. Даша відправляється шукати свого чоловіка до супермаркету, але через масковий режим її без маски не пускають. Після зазнаних невдач у пошуках Даша вирішує телефонувати до матері Руслана та через знайомих збирає пошукову групу.                                         | 8 лютого 2021  |
| 12      | ТВА | 9 лютого 2021  |
| 13      | ТВА | 9 лютого 2021  |
| 14      | Руслан та Даша звертаються до сімейного психолога, бо в них охололи стосунки. Психолог своїми методами намагається допомогти парі, але в нього самого не все добре в подружньому житті, тож нічого не допомагає. Руслан і Даша згадують найгірші моменти життя разом. Після сеансу Даша пропонує чоловікові методику «різних місць», але він розуміє це як необхідність пожити окремо одне від одного… | 10 лютого 2021 |
| 15      | Руслан та Даша живуть окремо, але всеодно кохають одне одного. Однак, ніхто не хоче цього визнавати. Вони намагаються зробити так, щоб половинка сама попросила пробачення: приревнувати половинку, продати машину і дім. В результаті, Руслан везе Дашу в ресторан знайомого, який спеціально для них, попри карантин, відкрив заклад. Однак, туди приїжджає поліція, та вони не дотримуються маскового режиму й Даша знімає це на камеру. Як компроміс поліцейський відпускає їх. Повернувшись додому, Руслан і Даша вже не приховують, що кохають одне одного. | 11 лютого 2021 |
| 16      | Руслан та Даша помирилися. Тепер чоловік дізнається, що його жінка вагітна. Спочатку він не вірить й купує тести на вагітність. Вони показують, що Даша вагітна. Знайома рекомендує Даші зробити аборт. Але Руслан не хоче цього. Він робить список «за» і «проти». Якщо «за» набере більше балів, то Даша не буде робити аборт. Якщо «проти» набере більше балів, то Даша зробить аборт. В результаті «проти» набирає більше балів. Але Руслан вирішує дещо зробити, щоб Даша не робила аборт.                                                                   | 11 лютого 2021 |

## Трансляція
В Україні показ 1-го сезону телесеріалу пройшов на українському телеканалі «1+1» з 1 по 11 лютого 2021 року.
Вдруге показ серіалу відбувається на телеканалі «ТЕТ» з 26 вересня 2022 року з повним українським дубляжем.
У Росії показ 1-го сезону телесеріалу стартував 7 червня 2021 року на російському телеканалі «СТС» та на російській vod-платформі More.tv.

## Виробництво
Виробництво першого сезону телесеріалу 100 000 хвилин разом розпочалося у вересні 2020 року під Києвом.